# Жанкутты Ботантайулы
Жанкутты Ботантайулы, Жаксы Жанкутты, Жангутты Ботантаев (1810, у горы Аюлы, Шетский район Карагандинской области — 1873, Мекка, Саудовская Аравия) — казахский оратор, би. Окончил медресе в г. Каркаралы. Был волостным управителем Альтеке-Сарымовской волости Каркаралинского внешнего округа Семипалатинской области. Получил благословение Шабанбай бия, знаменитого своим острословием и справедливостью. Дважды совершил хадж в Мекку (1850, 1873). Сведения о Жангутты приведены в трудах К. Жумалиева «XVIII — XIX ғасырлардағы қазақ әдебиеті» («Казахская литература в XVIII—XIX вв.»)(1967), Б. Адамбаева «Халық даналығы» (1984), «Ел аузынан» (1990).
Его именем названа улица и мечеть в селе Аксу-Аюлы. Ему поставлен памятник перед Шетским районным акиматом.